# Agustín Vita
Agustín Vita es un jinete argentino que compitió en la modalidad de raid. Ganó una medalla de plata en el Campeonato Mundial de Raid de 2008 en la prueba individual.

## Palmarés internacional
| Campeonato Mundial | Campeonato Mundial   | Campeonato Mundial | Campeonato Mundial |
| Año                | Lugar                | Medalla            | Categoría          |
| ------------------ | -------------------- | ------------------ | ------------------ |
| 2008               | Terengganu (Malasia) | Medalla de plata   | Individual         |